# Trait irlandais
Le trait irlandais (anglais : Irish Draught Horse ou Irish Draft) est une race de chevaux de trait originaire d'Irlande. Autrefois cheval de ferme utilisé en fonction des besoins de la maisonnée, il est désormais destiné aux sports équestres, après avoir joué un grand rôle dans la création du stud-book de l'Irish Sport Horse

## Histoire
Le nom officiel de la race en anglais sur la base de donnés DAD-IS est Irish Draught Horse.
Son origine remonte au XIXe siècle, par croisements entre des souches de chevaux normands, Pur-sang, et ibériques.
Durant la famine de 1845-1846, les effectifs de la race diminuent car l'économie irlandaise est détruite, mettant un frein à l'élevage équin. À la fin du XIXe siècle, la race connaît un nouvel essor de courte durée. Le stud-book du trait irlandais est ouvert en 1917 par le ministère de l'Agriculture et des Pêcheries, mais la guerre de 1914-1918 décime les effectifs de la race, les meilleurs animaux étant réquisitionnés par l'armée pour tirer des canons.
Le stud-book actuel est ouvert en 1972. Les traits irlandais sont alors souvent croisés avec des étalons Pur-sang, pour donner le Hunter irlandais qui concourt en saut d'obstacles. En 1983, la population de Trait irlandais est située entre 1 500 et 3 000 individus en Irlande.

## Description

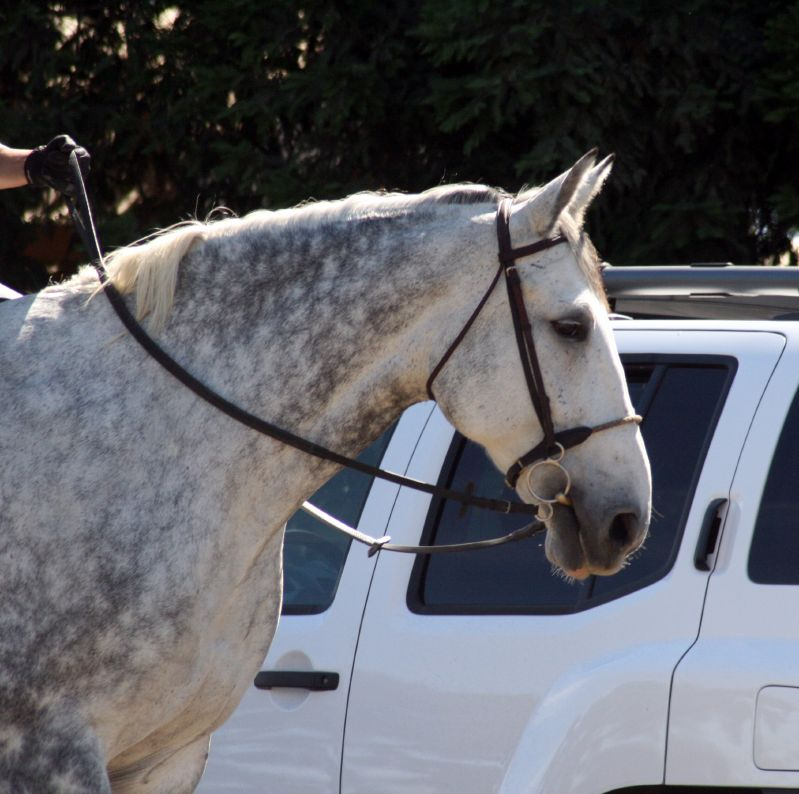
Tête d'un Trait irlandais

CAB International (2016) indique une taille moyenne de 1,52 m à 1,72 m. Le modèle est celui du cheval Warmblood apte au trait léger.
La tête est nette avec un chanfrein droit et des oreilles moyennes. L'encolure courte est très puissante, le poitrail développé, les épaules longues et obliques, la poitrine volumineuse et le passage de sangle profond. Le dos est bien musclé, de longueur moyenne, avec des reins forts, une croupe inclinée et puissante, des membres robustes et musclées, aux os forts et aux gros sabots ronds. Le trait irlandais est un cheval résistant, agile, courageux, bien disposé, volontaire et intelligent.
Les robes les plus fréquentes sont, dans l'ordre, le gris, le bai et l'alezan. Toutes les couleurs de robe simples sont permises.
Ce cheval est réputé pour sa puissance et sa substance. Il est gentil et docile de nature,mais il n s'agit pas d'un cheval à sang froid.
Deux organismes gèrent la race Trait irlandais, l’Irish Draught Horse Society et l’Irish Horse Board Agriculture House. L'insémination artificielle est employée pour la reproduction.

## Utilisations
Par le passé, le trait irlandais était un cheval de ferme polyvalent, apte tant aux travaux agricoles qu'aux transports et aux activités de loisir pour toute la famille.
La principale utilisation du trait irlandais relève désormais des sports équestres. Il est monté en dressage, car il est calme et très harmonieux. Il montre souvent de l'énergie en saut d'obstacles et en concours complet d'équitation. Il est employé dans d'autres disciplines comme l'attelage, grâce à sa robustesse.

## Diffusion de l'élevage
La race est indiquée comme étant native de l'Irlande, en danger d'extinction, et comme rare, sur DAD-IS. Cependant, le trait irlandais est diffusé dans toute l'Irlande, et bénéficie par ailleurs d'une diffusion internationale.
En 2016, DAD-IS enregistre la présence de 4000 à 5000 Trait irlandais en Irlande.